# Arthur Rhys-Davids
Pour les articles homonymes, voir Rhys et Davids.
Arthur Percival Foley Rhys-Davids, né le 26 septembre 1897 à Forest Hill et mort le 27 octobre 1917 à Roulers, est un aviateur britannique de la Première Guerre mondiale.
Il participe notamment à la bataille de Passchendaele. Il est à l'origine de la mort de l'as Werner Voss et, possiblement, de celle de Carl Menckhoff.
Il aurait été tué par Karl Gallwitz (en).